# Zimri-Lim

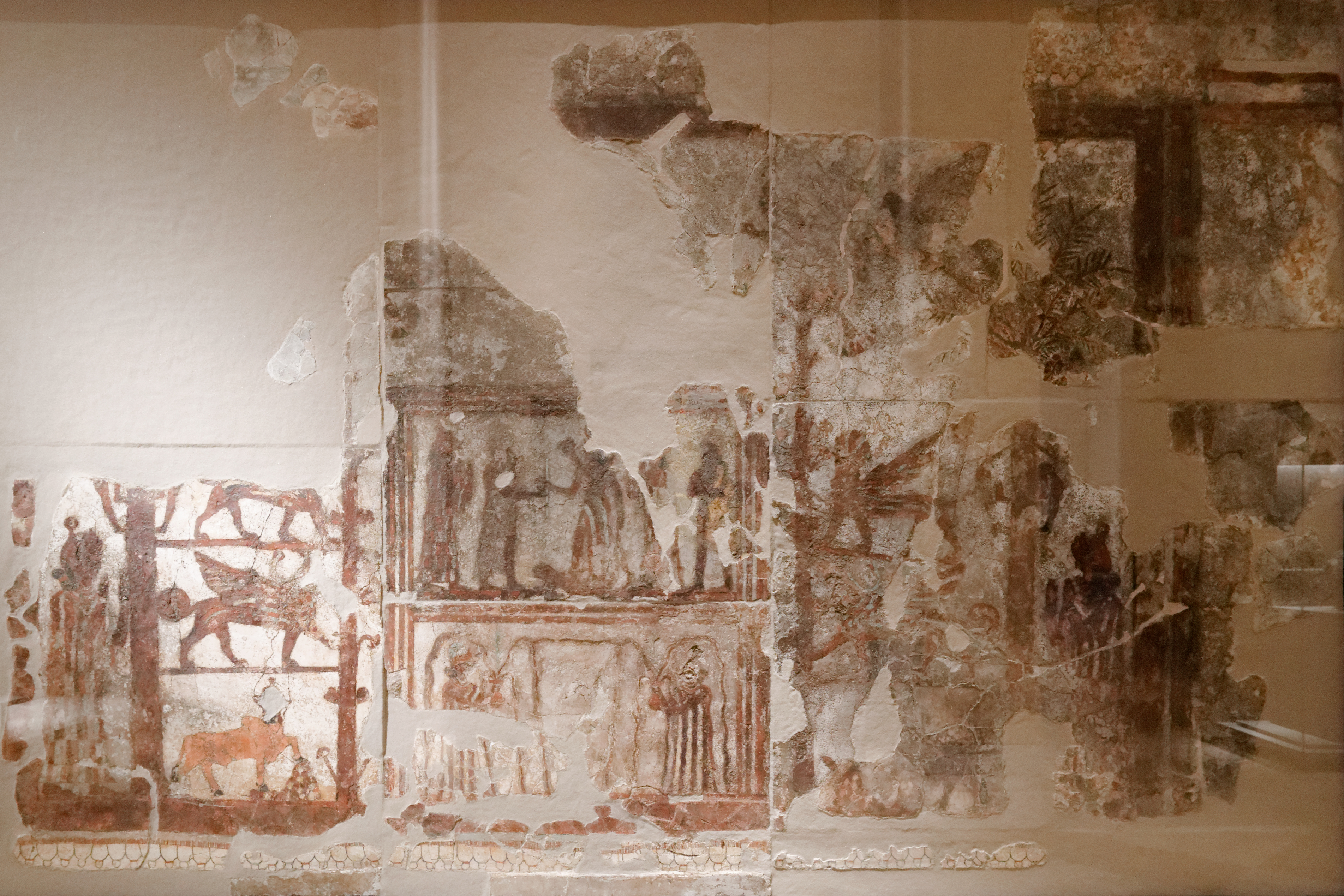
Investidura de Zimri-Lim, territorio de Mari..

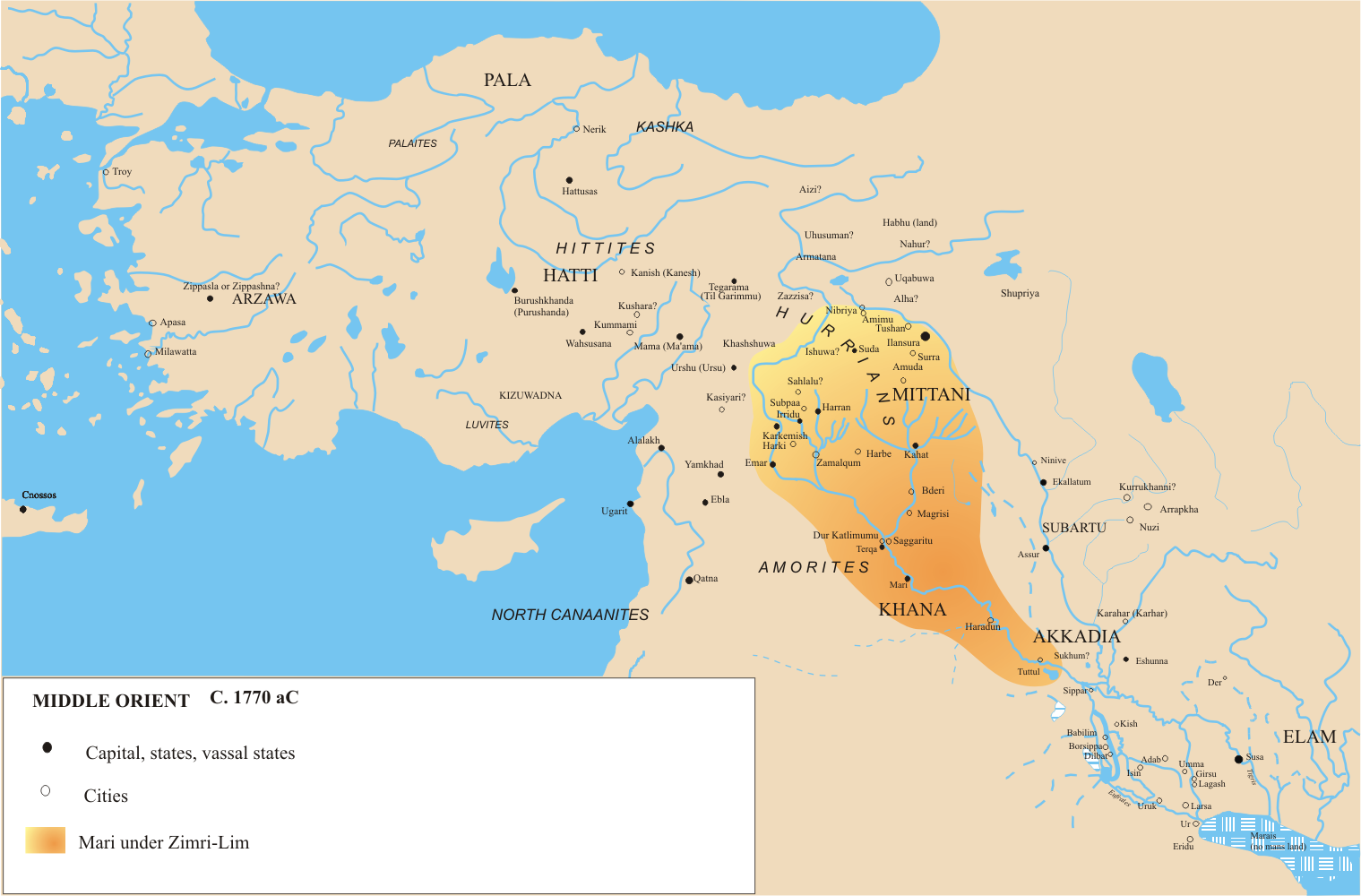
Territorio de Mari bajo Zimri-Lim, c. 1775 a. C.

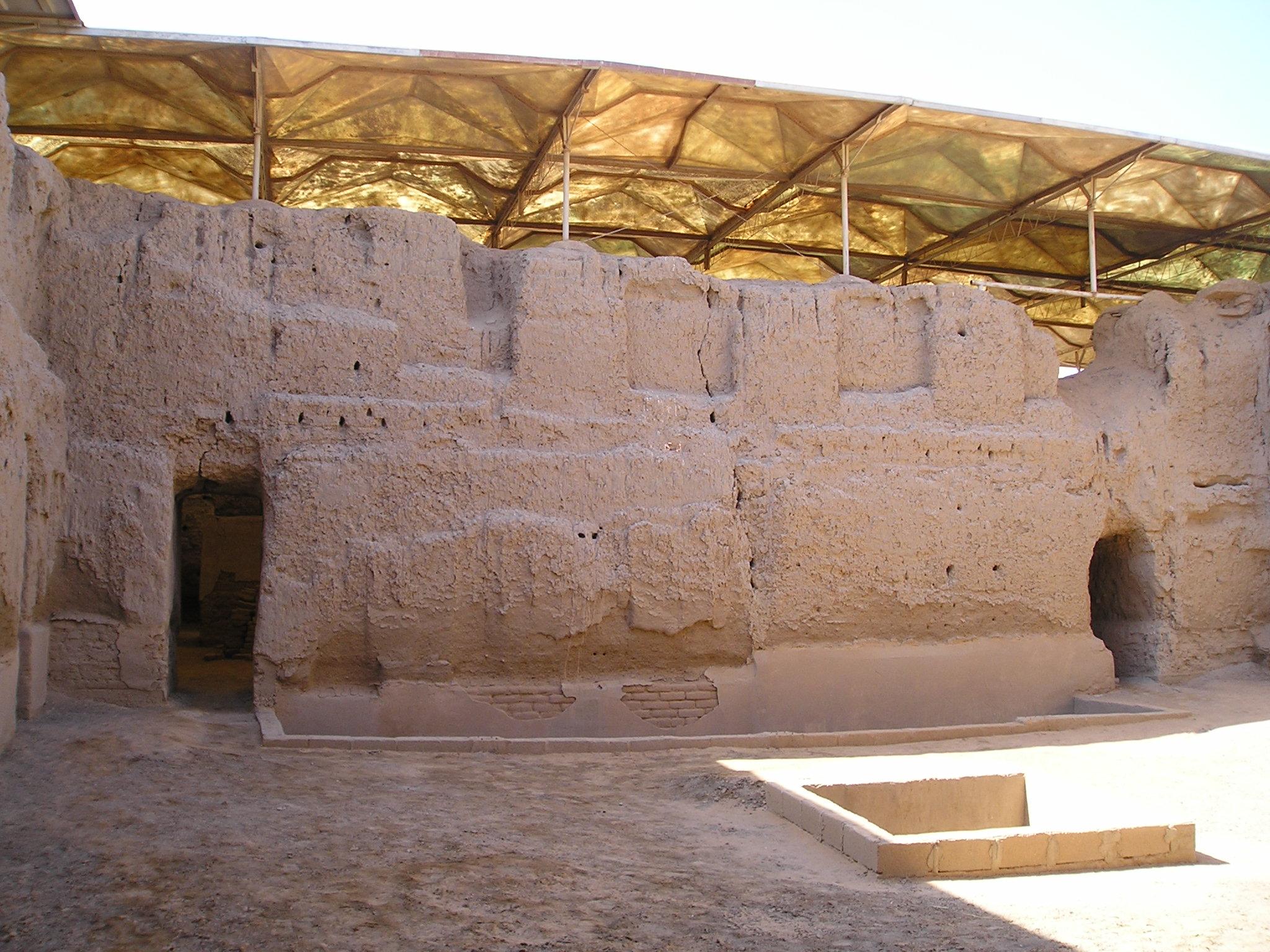
Ruinas del palacio de Zimri-Lim en Mari.

Zimri-Lim fue rey de Mari, antigua ciudad-Estado de Mesopotamia, entre los años 1782 y 1759 a. C. Durante su reinado Mari vivió su apogeo pero en 1761 a. C. la ciudad, aliada de Babilonia, pasó a ser vasalla de la misma, y en 1759 a. C. perdió completamente su independencia, pasando a formar parte del imperio babilonio. Aunque por cuestiones de legitimidad se autonombró hijo del rey de Mari Yahdun-Lim, asesinado por el asirio Shamshiadad I, en realidad no se sabe si era su sobrino o su nieto. Un sello habla de él como hijo de un tal Khati-Addu. A la muerte Yahdun-Lim, Zimri-Li, que era el heredero legítimo del trono de Mari, huyó a Alepo. Tras fallecer Shamshiadad I, volvió a Mari y arrebató el trono a Iasmakh-Adad, hijo del rey asirio.
Bajo su gobierno, Mari alcanzó su periodo de mayor apogeo, gracias en parte a que la ciudad era cruce de importantes rutas comerciales. Los archivos reales hallados resaltan las buenas cualidades de Zimri-Lim como rey, enérgico, organizado y ambicioso. Consiguió controlar una gran porción de la Alta Mesopotamia, además de mantener a raya a los pueblos nómadas que vivían en lo que hoy es Siria. Destacó también por sus obras de ingeniería, especialmente por el puerto de Mari en el río Éufrates y las obras de dragado del río Jabur, así como por su arquitectura, donde destacan la fortaleza Yahdun-Lim y especialmente su palacio, que se extendía sobre 2,5 hectáreas, el mayor y más espléndido de la época, ya admirado por sus contemporáneos. Los archivos palaciegos descubiertos, con más de 20.000 tablillas conteniendo cartas y documentos administrativos, han permitido conocer en detalle la vida cultural, religiosa, política y diplomática de la región, y la personal del soberano. Así se sabe que el rey tenía una "casa del hielo" en la que se almacenaba nieve de las montañas para poder tomar bebidas frescas en verano, qué platos se comían en la corte o que se avistó un león en el techo de una casa, que luego fue capturado y llevado al rey en una jaula; políticamente mantuvo muy buenas relaciones con Iamahb, gobernada por su suegro, y con Alepo. Mantuvo relaciones cordiales con otras ciudades del entorno, incluyendo Asur, y únicamente se enemistó con Ešnunna.
A nivel administrativo, dividió sus territorios en cuatro distritos a los que llamó khalsu, cuyas capitales eran Mari, Terqa, Saggaratum y Qattunam. A estas habría que añadir el territorio de Suhum, con un estatus especial. Estas cuatro provincias estaban controladas por gobernadores, y al frente de las localidades más pequeñas estaban los sugagu, jefes tribales al servicio del monarca. Las regiones de población nómada estaban bajo el control de funcionarios especiales denominados merkum. Zimri-Lim no dudó en aceptar a los antiguos funcionarios asirios que quisieran unirse a su mandato. El reinado de Zimri-Lim fue de corte absolutista, aunque se dejaba aconsejar por miembros de su familia en un consejo privado denominado "el secreto". Algunos de sus hijos colaboraron en la política diplomática, mientras que varias de sus hijas se casaron con mandatarios extranjeros a fin de sellar alianzas internacionales. En el año 1769 a. C. organizó un censo general de la población de su reino a fin de poder organizar mejor las listas de soldados, artesanos y mercaderes.
Ya en el primer año de su mandato conquistó Kakhar, a la que poco después seguirían Mishlan y Samanum. Mientras que las ciudades del "triángulo de Khabur" se sometieron rápidamente a él, en 1772 a. C. estalló un conflicto con Ešnunna, aliada de los nómadas benyaminitas, a quienes Zimri-Lim derrotó y expulsó. En el año 1777 a. C. conquistó Rapiqum, ciudad vasalla de Babilonia. Una de sus mayores contiendas fue contra el príncipe Qarni-Lim, que amenazaba a buena parte de la región. Para vencerle firmó una alianza con Babilonia, gobernada por Hammurabi. Las subsiguientes muestras de amistad entre ambas ciudades-Estado ocultaron la labor de espionaje babilónica. En el año 1764 a. C. Babilonia, ayudada por Mari, se enfrentó a un ataque conjunto de Ešnunna, Elam, los asirios subareos, los guti y el reino de Malgûm. Solo un año después Hammurabi atacó Larsa; esta vez, Zimri-Lim le ayudó a costear la guerra, aunque no envió tropas. Al año siguiente, Hammurabi volvió a enfrentar a Ešnunna, apoyada por el reino de Mankisum, los asirios subartu y los guti, y volvió a vencer. Por su parte, Zimri-Lim al asirio Ishme-Dagan, que había invadido el "triángulo de Khabur", y lo derrotó. A finales del 1763 a. C., Zimri-Lim se enfrentó a la rebelión de la ciudad de Ashlakka, la cual conquistó y saqueó, enviando a la mayoría de sus habitantes al destierro.
Hammurabi mostró por aquel entonces unas intenciones expansionistas que habrían de poner fin a la relación entre Babilonia y Mari. Envió un ejército de unos 20.000 hombres a la zona sur de Sinyar, lo que hizo que Zimri-Lim rompiera entonces la alianza con Babilonia y se alió a Malgûm en contra de Hammurabi. En el año 1759 a. C., Hammurabi ordenó un primer ataque sobre Mari, que caería tres años después. El ejército babilonio entró violentamente, destruyó su palacio real, derribó las murallas, saqueó, incendió y conquistó la ciudad. Mari se convirtió en vasallo de Babilonia, junto con otras muchos estados de la Alta Mesopotamia. Zimri-Lim desapareció durante un ataque a Mari, probablemente asesinado.